# Loewia cretica
Loewia cretica är en tvåvingeart som beskrevs av Ziegler 1996. Loewia cretica ingår i släktet Loewia och familjen parasitflugor. Inga underarter finns listade i Catalogue of Life.